# Micrurus proximans
Espèce
Synonymes
- Micrurus diastema proximans Smith & Chrapliwy, 1958

Statut de conservation UICN

 LC  : Préoccupation mineure
Micrurus proximans est une espèce de serpents de la famille des Elapidae. 

## Répartition
Cette espèce est endémique du Nayarit au Mexique.

## Publication originale
- Smith & Chrapliwy, 1958 : New and noteworthy Mexican herptiles from the Lidicker collection. Herpetologica, vol. 13, p. 267-271.